# Liste des clochers-murs de la Haute-Garonne
Cet article recense les édifices religieux de la Haute-Garonne, en France, munis d'un clocher-mur.

## Liste
| Édifice                                   | Commune                   | Notes                                    | Coordonnées                      | Photo |
| ----------------------------------------- | ------------------------- | ---------------------------------------- | -------------------------------- | ----- |
| Église de la Nativité-de-la-Sainte-Vierge | Agassac                   |                                          | 43° 22′ 16″ nord, 0° 53′ 19″ est |       |
| Église Saint-Julie                        | Aigrefeuille              |                                          | 43° 34′ 05″ nord, 1° 35′ 22″ est |       |
| Église Notre-Dame-de-la-Nativité          | Alan                      | Inscrit MH (1926)                        | 43° 13′ 46″ nord, 0° 56′ 26″ est |       |
| Église Saint-Jean                         | Anan                      |                                          |                                  |       |
| Église Saint-Pierre-Saint-Paul            | Artigue                   |                                          | 42° 50′ 00″ nord, 0° 37′ 08″ est |       |
| Chapelle de la Vierge de Miègecoste       | Aspet                     |                                          | 43° 00′ 49″ nord, 0° 48′ 22″ est |       |
| Église Sainte-Eugénie de Gouillou         | Aspet                     |                                          | 43° 01′ 35″ nord, 0° 45′ 54″ est |       |
| Église Saint-Paul                         | Auterive                  | Inscrit MH (1926)                        | 43° 21′ 09″ nord, 1° 28′ 39″ est |       |
| Église Saint-Séverin                      | Auzeville-Tolosane        |                                          | 43° 31′ 34″ nord, 1° 29′ 13″ est |       |
| Église Saint-Saturnin                     | Ayguesvives               |                                          | 43° 26′ 18″ nord, 1° 35′ 45″ est |       |
| Chapelle Saint-Étienne de Barcugnas       | Bagnères-de-Luchon        | Inscrit MH (1931)                        | 42° 47′ 45″ nord, 0° 35′ 42″ est |       |
| Église Saint-Martin-de-Boville            | Balma                     |                                          | 43° 35′ 59″ nord, 1° 30′ 23″ est |       |
| Église Saint-Ferréol                      | Bax                       |                                          | 43° 13′ 37″ nord, 1° 17′ 16″ est |       |
| Église Saint-Eutrope                      | Baziège                   | Inscrit MH (1986)                        | 43° 27′ 42″ nord, 1° 38′ 36″ est |       |
| Église Saint-Étienne                      | Baziège                   | Inscrit MH (1950)                        | 43° 27′ 19″ nord, 1° 36′ 49″ est |       |
| Église Saint-Pierre                       | Bazus                     | Inscrit MH (1978)                        | 43° 44′ 08″ nord, 1° 31′ 00″ est |       |
| Église Saint-Geniès de Benque-Dessous     | Benque-Dessous-et-Dessus  | Inscrit MH (1995)                        | 42° 48′ 54″ nord, 0° 33′ 14″ est |       |
| Église Saint-Blaise de Benque-Dessus      | Benque-Dessous-et-Dessus  | Classé MH (1960)                         | 42° 49′ 05″ nord, 0° 33′ 04″ est |       |
| Église Sainte-Foy                         | Le Born                   |                                          | 43° 53′ 02″ nord, 1° 32′ 44″ est |       |
| Église Notre-Dame                         | Bouloc                    |                                          | 43° 46′ 53″ nord, 1° 24′ 19″ est |       |
| Église de la Présentation                 | Bourg-d'Oueil             |                                          | 42° 51′ 33″ nord, 0° 29′ 58″ est |       |
| Église Saint-Martin-et-Saint-Eutrope      | Bruguières                |                                          | 43° 43′ 40″ nord, 1° 24′ 37″ est |       |
| Église Saint-Jean-Baptiste                | Le Burgaud                |                                          | 43° 47′ 39″ nord, 1° 09′ 48″ est |       |
| Église Saint-Étienne                      | Castelginest              |                                          | 43° 41′ 46″ nord, 1° 25′ 43″ est |       |
| Église Sainte-Foy                         | Castelmaurou              |                                          | 43° 40′ 38″ nord, 1° 31′ 58″ est |       |
| ancienne église Saint-Martin              | Castelnau-d'Estrétefonds  |                                          | 43° 47′ 29″ nord, 1° 21′ 09″ est |       |
| Église Sainte-Foy                         | Cépet                     |                                          | 43° 45′ 09″ nord, 1° 25′ 54″ est |       |
| Église Saint-Pierre                       | Clermont-le-Fort          |                                          | 43° 27′ 28″ nord, 1° 25′ 58″ est |       |
| Église Sainte-Madeleine                   | Deyme                     |                                          | 43° 28′ 42″ nord, 1° 31′ 36″ est |       |
| Église Saint-Pierre-et-Saint-Paul         | Donneville                | Classé MH (1993)                         | 43° 28′ 16″ nord, 1° 32′ 56″ est |       |
| Chapelle de Montauriol                    | Drémil-Lafage             |                                          | 43° 35′ 08″ nord, 1° 35′ 11″ est |       |
| Église de Pujos                           | Estadens                  |                                          | 43° 02′ 03″ nord, 0° 49′ 17″ est |       |
| Église Saint-Martin                       | Falga                     |                                          | 43° 28′ 41″ nord, 1° 51′ 39″ est |       |
| Église Saint-Martin                       | Fontenilles               | Inscrit MH (1979)                        | 43° 33′ 10″ nord, 1° 11′ 31″ est |       |
| Église Saint-Barthélemy                   | Fronsac                   |                                          | 42° 57′ 05″ nord, 0° 38′ 58″ est |       |
| Église Saint-Germier                      | Frouzins                  | Inscrit MH (1926)                        | 43° 30′ 55″ nord, 1° 19′ 27″ est |       |
| Église Notre-Dame                         | Gagnac-sur-Garonne        |                                          | 43° 42′ 05″ nord, 1° 22′ 12″ est |       |
| Église Saint-Nazaire                      | Galié                     |                                          | 42° 59′ 24″ nord, 0° 38′ 02″ est |       |
| Église Saint-Jean-Baptiste                | Garidech                  | Inscrit MH (1926)                        | 43° 42′ 39″ nord, 1° 33′ 39″ est |       |
| Chapelle Saint-Pé de la Moraine           | Garin                     | Inscrit MH (1971)                        | 42° 48′ 26″ nord, 0° 30′ 39″ est |       |
| Église Saint-Pierre                       | Gémil                     | Inscrit MH (1929)                        | 43° 44′ 10″ nord, 1° 35′ 23″ est |       |
| Église Saint-Antoine                      | Gibel                     |                                          | 43° 17′ 35″ nord, 1° 40′ 45″ est |       |
| Église Saint-Pierre                       | Goyrans                   |                                          | 43° 28′ 51″ nord, 1° 25′ 57″ est |       |
| Église Saint-Vincent                      | Gragnague                 |                                          | 43° 40′ 55″ nord, 1° 35′ 05″ est |       |
| Église Sainte-Quitterie                   | Gratentour                |                                          | 43° 43′ 19″ nord, 1° 25′ 54″ est |       |
| Chapelle Saint-Bernard                    | Grenade                   |                                          | 43° 46′ 03″ nord, 1° 17′ 25″ est |       |
| Église de la Natvité de la Sainte-Vierge  | Labarthe-Inard            | Inscrit MH (1950)                        | 43° 06′ 24″ nord, 0° 50′ 08″ est |       |
| Église Saint-Sernin                       | Labastide-Saint-Sernin    |                                          | 43° 44′ 23″ nord, 1° 28′ 18″ est |       |
| Église de Saint-Anatoly                   | Lanta                     |                                          | 43° 34′ 29″ nord, 1° 41′ 37″ est |       |
| Église Notre-Dame-de-l'Assomption         | Lanta                     |                                          | 43° 33′ 32″ nord, 1° 39′ 22″ est |       |
| Église Notre-Dame-de-l'Assomption         | Lapeyrouse-Fossat         |                                          | 43° 41′ 28″ nord, 1° 30′ 58″ est |       |
| Église Saint-Barthélemy                   | Latrape                   |                                          | 43° 14′ 41″ nord, 1° 17′ 24″ est |       |
| Église Saint-Blaise                       | Layrac-sur-Tarn           |                                          | 43° 50′ 01″ nord, 1° 33′ 28″ est |       |
| Église Saint-Jean-Baptiste                | Léguevin                  |                                          | 43° 35′ 55″ nord, 1° 14′ 02″ est |       |
| Église Saint-Pierre                       | Le Plan                   | Inscrit MH (1950, inscription partielle) | 43° 09′ 59″ nord, 1° 07′ 17″ est |       |
| Église Saint-Martin                       | Luscan                    |                                          | 43° 00′ 39″ nord, 0° 37′ 23″ est |       |
| Église Sainte-Marie                       | La Magdelaine-sur-Tarn    |                                          | 43° 48′ 43″ nord, 1° 32′ 36″ est |       |
| Église Saint-Jacques                      | Mancioux                  |                                          | 43° 09′ 28″ nord, 0° 57′ 09″ est |       |
| Église Saint-Étienne                      | Mascarville               |                                          | 43° 33′ 14″ nord, 1° 45′ 31″ est |       |
| Église Saint-Germier                      | Menville                  |                                          | 43° 40′ 36″ nord, 1° 11′ 36″ est |       |
| Église Saint-Saturnin                     | Merville                  |                                          | 43° 43′ 15″ nord, 1° 17′ 55″ est |       |
| Église Saint-Eutrope                      | Miremont                  |                                          | 43° 22′ 12″ nord, 1° 24′ 57″ est |       |
| Église Saint-Barthélemy de Mondilhan      | Mondilhan                 |                                          |                                  |       |
| Église Saint-Barthélemy                   | Montastruc-la-Conseillère |                                          | 43° 43′ 00″ nord, 1° 35′ 30″ est |       |
| Église Saint-Jacques                      | Montesquieu-Lauragais     |                                          | 43° 25′ 00″ nord, 1° 37′ 44″ est |       |
| Église Saint-André                        | Montgiscard               | Inscrit MH (1926)                        | 43° 27′ 27″ nord, 1° 34′ 28″ est |       |
| Chapelle Notre-Dame de Maravals           | Montlaur                  |                                          | 43° 28′ 27″ nord, 1° 34′ 56″ est |       |
| Église Saint-Christophe-des-Templiers     | Montsaunès                | Classé MH (1846)                         | 43° 06′ 44″ nord, 0° 56′ 15″ est |       |
| Église Saint-Julien                       | Moustajon                 |                                          | 42° 48′ 54″ nord, 0° 35′ 51″ est |       |
| Église Saint-Martin                       | Nailloux                  | Inscrit MH (1926)                        | 43° 21′ 24″ nord, 1° 37′ 23″ est |       |
| Église Saint-Jean-Baptiste                | Ondes                     | Inscrit MH (1984)                        | 43° 46′ 51″ nord, 1° 18′ 32″ est |       |
| Église Notre-Dame                         | Paulhac                   |                                          | 43° 45′ 21″ nord, 1° 33′ 22″ est |       |
| Église Saint-Jacques                      | Pechbonnieu               | Inscrit MH (1950)                        | 43° 42′ 10″ nord, 1° 28′ 00″ est |       |
| Église Saint-Exupère                      | Peyrouzet                 |                                          |                                  |       |
| Église Sainte-Marie-Madeleine             | Pibrac                    | Inscrit MH (1946)                        | 43° 37′ 09″ nord, 1° 17′ 08″ est |       |
| Église Saint-Barthélémy                   | Plaisance-du-Touch        | Inscrit MH (1926)                        | 43° 33′ 56″ nord, 1° 17′ 44″ est |       |
| Église Saint-Simplice                     | Poubeau                   |                                          | 42° 48′ 45″ nord, 0° 29′ 54″ est |       |
| Église Sainte-Catherine                   | Proupiary                 |                                          | 43° 09′ 36″ nord, 0° 51′ 45″ est |       |
| Église Saint-Agne de Gleize-Vieille       | Ramonville-Saint-Agne     |                                          | 43° 32′ 57″ nord, 1° 27′ 59″ est |       |
| Chapelle Sainte-Anne                      | Ramonville-Saint-Agne     |                                          | 43° 33′ 04″ nord, 1° 28′ 11″ est |       |
| Église Saint-Lizier                       | Rebigue                   |                                          | 43° 29′ 23″ nord, 1° 28′ 51″ est |       |
| Église Saint-Félix                        | Saint-Élix-Séglan         |                                          |                                  |       |
| Église Saint-Génies                       | Saint-Geniès-Bellevue     |                                          | 43° 40′ 58″ nord, 1° 29′ 06″ est |       |
| Église Saint-Jean                         | Saint-Jean                |                                          | 43° 40′ 02″ nord, 1° 30′ 11″ est |       |
| Chapelle Notre-Dame-de-Beldou             | Saint-Jory                |                                          | 43° 44′ 06″ nord, 1° 21′ 07″ est |       |
| Église Saint-Georges                      | Saint-Jory                |                                          | 43° 44′ 35″ nord, 1° 22′ 15″ est |       |
| Église Sainte-Agathe-et-Saint-Julien      | Saint-Julia               | Inscrit MH (1925)                        | 43° 29′ 23″ nord, 1° 53′ 52″ est |       |
| Église Saint-Julien                       | Saint-Julien-sur-Garonne  |                                          | 43° 14′ 34″ nord, 1° 09′ 06″ est |       |
| Église Saint-Pierre                       | Saint-Marcel-Paulel       | Inscrit MH (2014)                        | 43° 39′ 44″ nord, 1° 36′ 15″ est |       |
| Église Saint-Laurent                      | Saint-Médard              |                                          | 43° 07′ 39″ nord, 0° 50′ 12″ est |       |
| Église Saint-Martin                       | Saint-Pierre              |                                          | 43° 37′ 53″ nord, 1° 38′ 55″ est |       |
| Chapelle Saint-Jean-des-Vignes            | Saint-Plancard            |                                          |                                  |       |
| Église Saint-Sauveur                      | Saint-Sauveur             | Inscrit MH (1979)                        | 43° 45′ 00″ nord, 1° 24′ 04″ est |       |
| Église Saint-Georges de Sarrecave         | Sarrecave                 |                                          | 43° 12′ 54″ nord, 1° 35′ 40″ est |       |
| Église Notre-Dame-de-l'Assomption         | Sepx                      |                                          |                                  |       |
| Église Saint-Jean-Baptiste                | Signac                    |                                          | 42° 54′ 18″ nord, 0° 37′ 41″ est |       |
| Église du Calvaire                        | Toulouse                  | Inscrit MH (1956)                        | 43° 35′ 02″ nord, 1° 26′ 43″ est |       |
| Église Saint-Caprais                      | Toulouse                  |                                          | 43° 38′ 10″ nord, 1° 27′ 53″ est |       |
| Église Notre-Dame du Taur                 | Toulouse                  | Classé MH (1840)                         | 43° 36′ 20″ nord, 1° 26′ 34″ est |       |
| Église Saint-Pierre                       | Tournefeuille             |                                          | 43° 35′ 03″ nord, 1° 20′ 46″ est |       |
| Église Saint-Pierre-et-Saint-Phébade      | Venerque                  | Classé MH (1840)                         | 43° 25′ 58″ nord, 1° 26′ 33″ est |       |
| Église Saint-Sernin-des-Rais              | Verfeil                   | Inscrit MH (1986)                        | 43° 39′ 22″ nord, 1° 41′ 01″ est |       |
| Église Saint-Jean-Baptiste                | Vieille-Toulouse          |                                          | 43° 31′ 31″ nord, 1° 26′ 45″ est |       |
| Église Saint-Martin                       | Vigoulet-Auzil            |                                          | 43° 30′ 28″ nord, 1° 27′ 30″ est |       |
| Église Saint-Julien                       | Villariès                 |                                          | 43° 45′ 04″ nord, 1° 29′ 34″ est |       |
| Église Notre-Dame-de-l'Assomption         | Villefranche-de-Lauragais | Inscrit MH (1927)                        | 43° 23′ 54″ nord, 1° 43′ 03″ est |       |
| Église Saint-Pierre-des-Liens             | Villematier               |                                          | 43° 49′ 47″ nord, 1° 30′ 28″ est |       |
| Église Sainte-Foy de Sayrac               | Villemur-sur-Tarn         |                                          | 43° 50′ 24″ nord, 1° 27′ 35″ est |       |
| Église Saint-Sernin                       | Villenouvelle             | Inscrit MH (1926)                        | 43° 26′ 07″ nord, 1° 39′ 45″ est |       |